# Voices (песня Alice in Chains)
«Voices» (с англ. — «Голоса») — песня американской рок-группы Alice in Chains, третий сингл с альбома The Devil Put Dinosaurs Here (2013).

## О песне
Автором песни стал гитарист Джерри Кантрелл. Он написал её через месяц после окончания турне в поддержку альбома Black Gives Way to Blue в 2010 году. По словам Кантрелла, придумывание песни заняло у него всего один-два дня. Второй вокалист Уильям Дюваль вспоминал, что «Voices» была исполнена на баритон-гитаре с низким звучанием. В студии он играл её на своём инструменте Gibson Hummingbird, а также на акустических гитарах Guild.
Во вступлении и в конце композиции можно услышать чистое «потустороннее» звучание. Оно было достигнуто Джерри Кантреллом с помощью двухгрифовой гитары Gibson, как у Джимми Пейджа, принадлежащей знакомому гитариста Тиму Доусону. Кантрелл исполнял аккорды на грифе с двенадцатью струнами, в то время как звукосниматель был включён на другом — шестиструнном — грифе.
По словам продюсера Ника Раскулинеца, при записи «Voices» использовался гитарный процессор Fractal Axe-Fx II, а также усилитель Vox AC30 1963 года выпуска.

## Выпуск песни
Песня «Voices» стала третьим синглом с альбома The Devil Put Dinosaurs Here и вышла уже после релиза альбома, вслед за синглами «Hollow» и «Stone». 26 июля 2013 года появилась радио-версия композиции, а также было выпущено лирик-видео. 5 сентября группа выпустила сразу два видеоклипа — на песни «Voices» и заглавную «The Devil Put Dinosaurs Here».
17 августа 2013 года песня дебютировала в хит-параде Billboard Mainstream Rock. Композиция поднялась на третье место и всего провела в чарте двадцать недель.

## Видеоклип
Лирик-видео на песню «Voices» начиналось с нескольких вопросительных предложений: «Кто я? Это я? Я один? Или нас тринадцать?» Основным героем видео стал загадочный молодой человек в толстовке, за спиной которого демонстрировались строчки из песни.
Музыкальное видео на песню «Voices» было снято в Сиэтле. Режиссёром стал Роберт Шобер, известный по прозвищу Roboshobo, который до этого выпустил клипы на предыдущие два сингла с альбома. Кадры с музыкантами Alice in Chains, играющими в закрытой комнате, освещённой люстрами, перемежаются видами города с вывесками и табличками, содержащими фразы из песни.

## Критические отзывы
Идущая четвёртой в списке композиций, «Voices» стала первой акустической композицией на альбоме, отличавшейся от более тяжёлых песен. На сайте PopMatters отметили, что песня определённо должна стать синглом, а в электронном журнале Loudwire назвали «одним из выдающихся фрагментов альбома, обречённым на ротацию на радиостанциях». На сайтах A.V. Club,Bloody Disgusting и No Ripcord её сравнили с классическими композициями Alice in Chains благодаря вокальным гармониям и многослойным гитарным партиям.
Обозреватель журнала Consequence of Sound Мэтт Мэлис назвал «Voices» лучшей композицией с альбома, «классическим моментом, когда Alice in Chains заставляет слушателя переосмыслить то, на что способна метал-группа».

## Места в хит-парадах
| Хит-парад (2013)                           | Наивысшая позиция |
| ------------------------------------------ | ----------------- |
| Канада (Billboard Rock)                    | 5                 |
| США (Billboard Mainstream Rock)            | 3                 |
| США (Billboard Rock & Alternative Airplay) | 18                |